# Agrilus caucasicola
Agrilus caucasicola é uma espécie de inseto do género Agrilus, família Buprestidae, ordem Coleoptera.
Foi descrita cientificamente por Semenov, 1891.